# ТЕС Оакі
ТЕС Оакі — теплова електростанція в австралійському штаті Квінсленд.
У 2000 році на майданчику станції ввели в дію дві встановлені на роботу у відкритому циклі газові турбіни потужністю по 144 МВт (за іншими даними — 166 або 171 МВт).
Як паливо використовують природний газ, що надходить по трубопроводу Валлумбілла – Брисбен.
Видача продукції відбувається по ЛЕП, що працює під напругою 110 кВ.